# 해남 탑동 오층석탑
탑동 오층석탑은 대한민국 전라남도 해남군 옥천면에 있다. 2006년 1월 1일 해남군의 향토문화유산 제14호로 지정되었다.

## 개요
탑동 오층석탑은 확실한 건립연대는 알 수 없으나 평박한 옥개석과 기단부의 결구 수법으로 보아 통일신라시대의 전통을 이어받아 고려초기(서기 945년경) 혜종 때 조성된 것으로 판단된다.
이 마을에는 고려 충숙왕때 창건되었다고 하는 “덕룡사”라는 절이 있었던 것으로 구전되고 있어 마을에 절이 있었을 것으로 보고 있다. 이곳에는 본래 2기의 석탑이 있었다고 전하나 1기의 석탑은 자연재해로 파손되었다고 하며 1기의 석탑만이 남아있다.
일제 강점기때에는 일인들에게 넘어가 마산면 공세포항까지 옮겨져 막 배에 실으려는 순간 태풍이 불고 파도가 쳐서 그대로 놔두고 도망을 갔다고 한다. 이를 안 탑동마을 사람들이 다시 마을까지 옮겨와 현재의 위치에 세웠다고 한다.
현재 4층 옥개석까지만 남아 있으며 이탑은 각 부재의 비율로 보아 오층 석탑으로 추정되고 있다.